# Aspidoscelis sackii
Aspidoscelis sackii es una especie de lagarto que pertenece a la  familia Teiidae. Es nativo de México, y posiblemente de Guatemala y El Salvador. Su rango altitudinal oscila entre 800 y 1500 m s. n. m..

## Taxonomía
Se reconocen las siguientes subespecies:
- Aspidoscelis sackii australis (Gadow, 1906)
- Aspidoscelis sackii bocourti (Boulenger, 1885)
- Aspidoscelis sackii gigas (Davis & Smith, 1952)
- Aspidoscelis sackii sackii (Wiegmann, 1834)